# 刘家国
刘家国（1958年11月—），四川达县人，中国人民解放军中将。

## 生平
曾任中国人民解放军陆军第十三集团军政治部主任等职务。2014年，任四川省军区政委。2015年3月，接替李亚洲任中共四川省委常委。2016年12月，任中国人民解放军陆军政治工作部主任。2017年任中央军事委员会国防动员部政委。2021年12月因达到副战区职最高任职年龄退出现役。
是中国共产党第十九次全国代表大会代表。2018年2月24日，当选为第十三届全国人大代表。2018年7月，晋升中将军衔。